# Euplexaura
Euplexaura är ett släkte av koralldjur. Euplexaura ingår i familjen Plexauridae.

## Dottertaxa tillEuplexaura, i alfabetisk ordning[1]
- Euplexaura abietina
- Euplexaura albida
- Euplexaura amerea
- Euplexaura anastomosans
- Euplexaura aruensis
- Euplexaura attenuata
- Euplexaura braueri
- Euplexaura capensis
- Euplexaura cervicornis
- Euplexaura crassa
- Euplexaura curvata
- Euplexaura divergens
- Euplexaura erecta
- Euplexaura flava
- Euplexaura javensis
- Euplexaura kukenthali
- Euplexaura maghrebensis
- Euplexaura marki
- Euplexaura media
- Euplexaura mollis
- Euplexaura multiflora
- Euplexaura nuttingi
- Euplexaura parciclados
- Euplexaura parva
- Euplexaura pendula
- Euplexaura pinnata
- Euplexaura platystoma
- Euplexaura purpureoviolacea
- Euplexaura recta
- Euplexaura reticulata
- Euplexaura rhipidalis
- Euplexaura robusta
- Euplexaura rubra
- Euplexaura sparsiflora
- Euplexaura thomsoni